# Jasmine Campbell
Jasmine Campbell (Saint John, 11 augustus 1991) is een alpineskiester uit de Amerikaanse Maagdeneilanden. 

## Carrière
Campbell was in 2014 de enige vertegenwoordiger van de Amerikaanse Maagdeneilanden op de Olympische Winterspelen. Hier kwam ze uit op de reuzenslalom en de slalom. Hier eindigde ze respectievelijk op de 56ste en 43ste plek.

## Resultaten

### Olympische Spelen
| Jaar | Plaats | Resultaten                  |
| ---- | ------ | --------------------------- |
| 2014 | Sotsji | 56e Reuzenslalom 43e Slalom |